# Synopeas congoanum
Synopeas congoanum är en stekelart som först beskrevs av Jean Risbec 1958.  Synopeas congoanum ingår i släktet Synopeas och familjen gallmyggesteklar. Inga underarter finns listade i Catalogue of Life.